# Coquihalla River Park
Coquihalla River Park är en park i Kanada.   Den ligger i provinsen British Columbia, i den södra delen av landet, 3 400 km väster om huvudstaden Ottawa. Coquihalla River Park ligger 568 meter över havet.
Terrängen runt Coquihalla River Park är huvudsakligen lite bergig. Coquihalla River Park ligger nere i en dal. Trakten runt Coquihalla River Park är nära nog obefolkad, med mindre än två invånare per kvadratkilometer.. Närmaste större samhälle är Hope, 15,5 km sydväst om Coquihalla River Park.
I omgivningarna runt Coquihalla River Park växer i huvudsak barrskog.